# 熊本市立東町小学校
熊本市立東町小学校（くまもとしりつ ひがしまちしょうがっこう）は、熊本県熊本市東区東町三丁目にある公立小学校。

## 沿革
- 1974年（昭和49年） - 熊本市立健軍小学校、熊本市立桜木小学校より分離し開校
- 1982年（昭和57年） - 熊本市立健軍東小学校を分離
- 1985年（昭和60年） - 熊本市立山ノ内小学校に校区一部移転

## 歴代校長
- 初代 - 坂本昌夫（1974年4月 - 1977年3月）
- 2代 - 宮田末吉
- 3代 - 八木孝
- 4代 - 内田實
- 5代 - 伊藤宣俊
- 6代 - 石川倎
- 7代 - 小原靖
- 8代 - 島津勝孝
- 9代 - 畠村卓
- 10代 - 小松民生
- 11代 - 高木勲
- 12代 - 水上文雄
- 13代 - 北﨑佳正
- 14代 - 城門千代
- 15代 - 泉田一博
- 16代 - 梶尾典子
- 17代 - 國光栄作（2018年4月 - 2020年3月）
- 18代（現職） - 鶴田由美（2020年4月 - ）

## クラブ活動

### 運動部
- ドッジボール
- バスケットボール
- バレー部
- サッカー部
- 野球部

### 文化部
- アート（絵・工作）
- パソコン
- 手芸
- 読書・お話
- テーブルゲーム
- おやつ

## 著名な卒業生
- 森山佳郎（ベガルタ仙台監督、元サンフレッチェ広島ユース監督、元U-17日本代表監督）